# Daniel Elbittar
Daniel Elbittar Villegas (ur. 30 kwietnia 1979 w Caracas) – wenezuelski aktor telewizyjny.

## Życiorys

### Wczesne lata
Urodził się w Caracas jako syn Miryam Villegas i Jesúsa Elbittara. Dorastał w Caracas wraz z dwiema siostrami i bratem. W szkole średniej chętnie grał w koszykówkę. Z początku myślał o zawodzie stomatologa, zanim pojechał na przesłuchanie ze swoją siostrą, która chciała być aktorką. Jednak to on dostał rolę, a siostra została z czasem dentystką. 

### Kariera
W 1998 roku znalazł się w obsadzie serialu Así es la vida. Potem wystąpił w telenowelach: Krok do szaleństwa (Más que amor, frenesí, 2001) jako Alberto José 'Tito' Rodríguez Pacheco, Engañada (2003) w roli Ricarda Vilorii Ruiza Montero Aristiguieta Marthan (Negra consentida, 2004), Zemsta, moja miłość (Olvidarte jamás, 2006), Seguro y urgente (2007), Decisiones (2007) i Camaleona (2007) jako nocny mściciel Juan Pablo Alcántara.
W 2014 roku trafił na scenę jako Emmanuel Mijares w musicalu Mentiras: el musical. 27 maja 2014 roku ukazał się album Quiero Decirte. W 2015 roku powrócił do Wenezueli, aby rozpocząć produkcję telenoweli Entre tu amor y mi amor. Telenowela miała swoją premierę w czerwcu 2016 roku i była najchętniej oglądaną produkcją Venevisión w paśmie o 21:00. W 2017 roku rozpoczął współpracę z Telemundo i zadebiutował w telenoweli La Fan. Jego najnowszy projekt z kanałem to Guerra de ídolos, w którym dzieli kredyty z wenezuelską aktorką Sheryl Rubio.

### Życie prywatne
W wieku 25 lat przeniósł się do Stanów Zjednoczonych i zamieszkał w Miami. W 2014 roku poślubił Sabrinę Searę. Mają jedno dziecko.

## Wybrana filmografia
- 1998: Así es la vida
- 2001: Krok do szaleństwa (Más que amor, frenesí) jako Alberto José "Tito" Rodríguez Pacheco
- 2003: Engañada jako Ricardo Viloria Ruiz Montero
- 2004: Negra consentida jako Raimundo Aristiguieta Marthan
- 2006: Zemsta, moja miłość (Olvidarte jamás) jako Alejandro Montero
- 2007: Seguro y urgente jako Esteban
- 2007: Decisiones jako Martín
- 2007: Camaleona jako Juan Pablo Alcántara
- 2008: Tengo todo excepto a ti jako Antonio Méndez
- 2009-2010: Pecadora jako Ricky Millones
- 2010: Vidas robadas jako Javier Villafañe
- 2012: La mujer de Judas jako Alirio Agüero Del Toro
- 2012: La Chispa de Chef Carmen González w roli samego siebie
- 2014: Twoja na zawsze (Siempre tuya Acapulco) jako Diego "David" Rivas Santander
- 2016: Entre tu amor y mi amor jako Alejandro Monserrat
- 2017: Guerra de ídolos jako Julio César
- 2019: El dragón (serial TV) jako Víctor